# Pemetrexed
Pemetrexed (INN) is een geneesmiddel dat gebruikt wordt in chemotherapie als antimetaboliet voor de bestrijding van bepaalde kankers. Het wordt door Eli Lilly and Company verkocht onder de merknaam Alimta als een steriel poeder dat met een infuus wordt toegediend. Alimta bevat het dinatriumzout van pemetrexed.

## Werking
Pemetrexed is een foliumzuur-analoog en -antagonist. Het remt enzymen die nodig zijn voor DNA-synthese in (tumor)cellen; dit zijn de enzymen thymidylaatsynthetase (TS), dihydrofolaatreductase (DHFR) en glycinamide-ribonucleotide-formyltransferase (GARFT). Deze zijn nodig voor de synthese van de DNA-bouwstenen thymidine en purine-nucleotiden.

## Indicaties
Pemetrexed is geïndiceerd voor de tweedelijnsbehandeling van lokaal gevorderd of uitgezaaid niet-kleincellig longcarcinoom, na voorafgaande chemotherapie. Hiervoor is pemetrexed even effectief als docetaxel, maar bij pemetrexed werden minder bijwerkingen gerapporteerd.
In combinatie met cisplatine wordt het gebruikt voor de behandeling van pleuraal mesothelioom. De combinatie van cisplatine met pemetrexed is effectiever dan cisplatine alleen. De combinatie wordt ook gebruikt als eerstelijnsbehandeling van lokaal gevorderd of uitgezaaid niet-kleincellig longcarcinoom, behalve bij overwegend plaveiselhistologie. 

## Contra-indicaties
Contra-indicaties zijn neutropenie en trombopenie.

## Bijwerkingen
Zeer vaak (> 10%) voorkomende bijwerkingen van pemetrexed, alleen of in combinatie met cisplatine, zijn: misselijkheid, braken, anorexie, diarree, obstipatie, anemie, beenmergdepressie, stomatitis, faryngitis, vermoeidheid, huiduitslag, sensorische neuropathie en verminderde creatinineklaring.